# Canton d'Arles-Est
Le canton d'Arles-Est est une ancienne division administrative située dans le département des Bouches-du-Rhône, dans l'arrondissement d'Arles. Après le redécoupage de 2014, il est divisé entre le nouveau canton d'Arles (fraction de la commune d'Arles) et le nouveau canton de Salon-de-Provence-1 (Fontvieille et Saint-Martin-de-Crau).

## Composition
Le canton d'Arles-Est se composait d’une fraction de la commune d'Arles et de deux autres communes. Il comptait 43 707 habitants (population municipale) au 1er janvier 2012.
| Nom                  | Code Insee | Intercommunalité                   | Population (dernière pop. légale)               |
| -------------------- | ---------- | ---------------------------------- | ----------------------------------------------- |
| Arles (chef-lieu)    | 13004      | CA Arles-Crau-Camargue-Montagnette | Fraction : 27 982(2012) Commune : 52 857 (2016) |
| Fontvieille          | 13038      | CC Vallée des Baux-Alpilles        | 3 619 (2014)                                    |
| Saint-Martin-de-Crau | 13097      | CA Arles-Crau-Camargue-Montagnette | 13 097 (2016)                                   |

Il comprenait les quartiers d'Arles suivants (27 605 habitants) :
- Centre historique (partie est)
- Griffeuille
- Les Alyscamps
- Monplaisir
- Trébon
- Pont-de-Crau
- Mas-Thibert
- Moulès
- Raphèle-lès-Arles

## Représentation

### Conseillers généraux de 1833 à 2015
| Période | Période                   | Identité                                                 | Étiquette                     | Qualité |
| ------- | ------------------------- | -------------------------------------------------------- | ----------------------------- | --- |
| 1833    | 1845                      | Joseph André Raybaud                                     | Opposition libérale           | Conseiller à la Cour royale d'Aix Député (1834-1839) |
| 1845    | 1848                      | Eugène Mourier                                           |                               | Propriétaire à Arles |
| 1848    | 1855                      | Gaspard Jouve                                            |                               | Conseiller à la Cour d'Appel d'Aix |
| 1855    | 1870                      | Baron Jules Laugier de Chartrouse Meifren                | Majorité dynastique           | Avocat Député (1855-1870) Maire d'Arles (1855-1865), conseiller d'arrondissement du canton d'Arles-Ouest |
| 1870    | 1877                      | Augustin Tardieu                                         | Républicain démocrate radical | Sous-officier Maire d'Arles (1870-1871 et 1873-1874, 1876-1877 et 1878) Député (1871-1877, 1878-1881) |
| 1877    | 1883                      | Léger Antoine Ambroy                                     | Droite                        | Maire d'Arles (1874) |
| 1883    | 1889                      | Raymond Marion                                           | Républicain                   | Médecin Maire de Fontvieille (1870-1899) |
| 1889    | 1893                      | Jacques Tardieu                                          | Républicain                   | Propriétaire terrien Maire d'Arles (1888-1894), conseiller d'arrondissement |
| 1893    | 1900 (décès)              | Jacques Joseph Henri Edouard Anatole Cartier (1845-1900) | Républicain rallié            | Propriétaire du château de Montmajour à Arles Président du Conseil Général |
| 1900    | 1904 (décès)              | Paul Honoré Tardieu (1843-1904)                          | Républicain                   | Industriel à Arles |
| 1904    | 1907                      | Honoré Nicolas                                           | Rad.                          | Ingénieur civil Maire d'Arles (1900-1908) |
| 1907    | 1937                      | Emile Michel                                             | RG                            | Avocat à Arles |
| 1937    | 1940 (démission d'office) | Eugène Panisse (1900-1971)                               | PC-SFIC                       | Cheminot puis mécanicien du service de la voirie d'Arles Déchu de son mandat le 25 janvier 1940 par le Décret Daladier Déporté au camp de Buchenwald                                                                             |
|         |                           |                                                          |                               | |
| 1943    | 1945                      | Pierre du Lac (1905-1955)                                |                               | Maire d'Arles (1940-1944) Nommé conseiller départemental en 1943 Président du Conseil départemental (1943-1945) noyé accidentellement à l'Île des Sables en surveillant la crue du Rhône qui menaçait sa propriété               |
|         |                           |                                                          |                               | |
| 1945    | 1951                      | Jean Barailler (1900-1976)                               | PCF                           | Secrétaire du syndicat CGTU des mécaniciens et chauffeurs Conseiller municipal d'Arles (1953-1959) |
| 1951    | 1970                      | Denis Jouve                                              | SFIO                          | Directeur de banque, premier adjoint au maire d'Arles |
| 1970    | 1976 (décès)              | Joseph Belmondo                                          | PCF                           | |
| 1976    | 1982                      | Michel Van Migom (1934-2007)                             | UDF-CDS                       | Architecte à Arles |
| 1982    | 2015                      | Claude Vulpian                                           | PS puis DVG                   | Agriculteur, maire de Saint-Martin-de-Crau (1977-2016) Suppléant du député Michel Vauzelle (1997-2002 et 2007-2012) Président de la Communauté d'agglomération Arles-Crau-Camargue-Montagnette Vice-président du Conseil général |

### Conseillers d'arrondissement (de 1833 à 1940)
Le canton d'Arles Est avait deux conseillers d'arrondissement.
| Période                                  | Période      | Identité                                      | Étiquette             | Qualité |
| ---------------------------------------- | ------------ | --------------------------------------------- | --------------------- | --- |
| 1833                                     | 1848 (décès) | Jean Julien Estrangin (1788-1848)             |                       | Avocat, propriétaire à Arles                                                                                |
|                                          |              |                                               |                       | |
| 1852                                     |              | Pierre-Mathieu Ferrier                        |                       | Docteur en médecine, adjoint au maire d'Arles                                                               |
|                                          |              |                                               |                       | |
| 1871                                     | 1877         | Émile Fassin                                  |                       | Avocat, maire d'Arles (1878-1880)                                                                           |
| 1871                                     | 1877         | Edouard Teissier                              |                       | Négociant, conseiller municipal d'Arles                                                                     |
| 1877                                     | 1880         | Ferdinand de Courtois de Langlade (1820-1884) | Conservateur          | Propriétaire à Arles                                                                                        |
| 1880                                     | 1883         | François Flaujat                              | Union républicaine    | Pharmacien, conseiller municipal d'Arles                                                                    |
| 1883                                     | 1886         | Dominique Roman                               | Républicain           | Photographe à Arles                                                                                         |
| 1886                                     | 1889         | Jacques Tardieu                               | Républicain           | Propriétaire terrien, maire d'Arles (1888-1894)                                                             |
| 1889                                     | 1895         | Eugène Gombert                                |                       | Négociant, conseiller municipal d'Arles                                                                     |
| 1895                                     | 1904         | Esprit Cartier                                | Républicain           | Fermier de la propriété de Tamaris en Camargue                                                              |
| 1895                                     | 1904         | Louis Calment                                 | Républicain démocrate | Propriétaire à Arles                                                                                        |
| 1904                                     | 1910         | Pierre Arnaud                                 | Radical               | Carrier, maire de Fontvieille                                                                               |
| 1904                                     | 1910         | André Perrin                                  | SFIO                  | Conseiller municipal d'Arles                                                                                |
| 1910                                     | 1922         | Marius Saulcy                                 | SFIO                  | Restaurateur, conseiller municipal d'Arles                                                                  |
| 1910                                     | 1922         | Alphonse Gueyraud                             | SFIO puis PC-SFIC     | Agriculteur à Mas-Thibert, conseiller municipal d'Arles                                                     |
| 1922                                     | 1931         | Marius Fayard                                 | Radical               | Employé, conseiller municipal d'Arles, ancien combattant, Président du Conseil d'arrondissement             |
| 1922                                     | 1931         | Albert Détès                                  | Radical               | Médecin |
| 1931                                     | 1934         | Hyacinthe Bellon                              | Union républicaine    | Oléiculteur, maire de Fontvieille                                                                           |
| 1931                                     | 1934         | Arthur Molines                                | PC-SFIC               | Secrétaire de l'Union locale des syndicats et de la Bourse du Travail d'Arles                               |
| 1934                                     | 1940         | Étienne Pagès (1882-1953)                     | SFIO                  | Cultivateur, conseiller municipal d'Arles                                                                   |
| 1934                                     | 1940         | Albert Phalippon (1875-1963)                  | SFIO                  | Négociant, conseiller municipal d'Arles                                                                     |
| 1940                                     |              |                                               |                       | Les conseils d'arrondissement ont été suspendus par la loi du 12 octobre 1940 et n'ont jamais été réactivés |
| Les données manquantes sont à compléter. |              |                                               |                       | |

## Démographie
| 1962 | 1968 | 1975 | 1982 | 1990   | 1999   | 2006   | 2011   | 2012   |
| ---- | ---- | ---- | ---- | ------ | ------ | ------ | ------ | ------ |
| -    | -    | -    | -    | 41 586 | 40 567 | 41 209 | 42 646 | 43 707 |